# باتريسيا برينان
باتريسيا برينان (بالإنجليزية: Patricia Brennan)‏ هي طبيبة ومبشرة أسترالية، ولدت في 15 أبريل 1944 في سيدني في أستراليا، وتوفي بنفس المكان في 6 مارس 2011 بسبب سرطان البنكرياس.